# Lo sterminatore
Lo sterminatore (Dillinger) è un film del 1945 diretto da Max Nosseck.

## Trama
La storia di John Dillinger, il celebre bandito che terrorizzò gli Stati Uniti negli anni '30 prima di morire in uno scontro a fuoco con la polizia. Realizzato da una piccola casa di produzione, il film ottenne anche una nomination all'Oscar per la sceneggiatura.